# Сарджент (округ, Північна Дакота)
Шаблон:StateAbbr_ 46°07′ пн. ш. 97°38′ зх. д. / 46.11° пн. ш. 97.63° зх. д.
Округ Сарджент (англ. Sargent County) — округ (графство) у штаті Північна Дакота, США. Ідентифікатор округу 38081.

## Географія
За даними Бюро перепису США загальна площа округу дорівнює 2 245,532 км², з яких 2 224,812 км² суша і 8,000 км² або 0,960% - водойми.

## Історія
Округ утворений 1883 року.

## Демографія
За даними перепису 
2000 року 
загальне населення округу становило 4366 осіб, усе сільське.
Серед мешканців округу чоловіків було 2293, а жінок — 2073. В окрузі було 1786 домогосподарств, 1243 родин, які мешкали в 2016 будинках.
Середній розмір родини становив 2,99.
Віковий розподіл населення поданий у таблиці:
| Стать    | До 15 років | 15-21 | 22-29 | 30-39 | 40-49 | 50-65 | 65-85 | Понад 85 |
| -------- | ----------- | ----- | ----- | ----- | ----- | ----- | ----- | -------- |
| Чоловіки | 500         | 179   | 194   | 291   | 389   | 400   | 309   | 31       |
| Жінки    | 448         | 152   | 138   | 261   | 310   | 364   | 348   | 52       |

## Суміжні округи
- Ренсом — північ
- Ричленд — схід
- Робертс — південний схід
- Маршалл — південь
- Браун — південний захід
- Дікі — захід

## Виноски
1. ↑  US Decennial Census. US Census Bureau. Процитовано 1 лютого 2015.
2. ↑  Historical Census Browser. University of Virginia Library. Архів оригіналу за 11 серпня 2012. Процитовано 1 лютого 2015.
3. ↑  Forstall, Richard L., ред. (20 квітня 1995). Population of Counties by Decennial Census: 1900 to 1990. US Census Bureau. Процитовано 1 лютого 2015.
4. ↑  Census 2000 PHC-T-4. Ranking Tables for Counties: 1990 and 2000 (PDF). US Census Bureau. 2 квітня 2001. Процитовано 1 лютого 2015.
5. ↑  State & County QuickFacts. Бюро перепису населення США. Архів оригіналу за 7 червня 2011. Процитовано 1 листопада 2013. [Архівовано 2011-06-07 у Wayback Machine.](англ.) Наведено за англійською вікіпедією.
6. ↑  American FactFinder. Бюро перепису населення США. Архів оригіналу за 26 лютого 2012. Процитовано 31 січня 2008. [Архівовано 2008-05-21 у Wayback Machine.]

| США | Це незавершена стаття з географії США. Ви можете допомогти проєкту, виправивши або дописавши її. |